# Hugo Strange
El professor Hugo Strange és un supermalvat de ficció que apareix en còmics publicats per DC Comics, normalment com un adversari del superheroi Batman. Va ser creat per Bill Finger i Bob Kane El personatge és un dels primers bandits recurrents de Batman, apareixent per primera vegada al Detective Comics #36 publicat el 30 de desembre de 1939 (amb data de portada febrer de 1940) i també és un dels primers vilans de Batman a descobrir la identitat secreta de l'heroi. BD Wong interpreta el personatge de la sèrie de televisió Gotham.

## Biografia del caràcter fictici

### Pre-Crisis

#### Earth-One
El professor Hugo Strange apareix per primera vegada a Detective Comics # 36 (febrer de 1940) com un científic que utilitza una màquina robada "llamp concentrat" per generar una boira densa cada nit, permetent a la seva banda robar bancs sense que se'ls vegi, tot i que sap que Batman representa una amenaça. A ell. Batman, que ja sap dels experiments de Strange, comença a investigar-lo després que un dels seus cabdills matés un home. Quan els seus cabdills són capturats, Strange jura que posarà una trampa a Batman com a següent objectiu en la seva llista de crims. Quan arriba Batman, més d'una dotzena d'homes estranys l'esperen, i un d'ells el fa treure amb una porra. Es desperta a la grada de Strange, on Strange el penja dels canells i el colpeja amb un fuet. Batman trenca les cordes, gaseja la sala i derrota a Strange, que és empresonat però té previst escapar. A Batman (vol. 1) # 1 (primavera de 1940) s'escapa de l '"asil de la ciutat" amb una banda de criminals, després esclata "cinc pacients insensats" i els utilitza com a subjectes de prova, convertint-los en 15 monstres d'alçada amb l'administració d'una potent hormona de creixement artificial que actua sobre la glàndula pituïtària. Porten roba a prova de bales, i els allibera per provocar estralls a la ciutat de Gotham mentre els seus homes cometen robatoris. Strange administra el sèrum a Batman després que els gegants el capturessin, dient que funcionarà en 18 hores. Batman enganya a dos dels monstres per matar-se, i després s'estalvia creant un medicament que impedeixi secrecions anormals de la glàndula pituïtària. Després és capaç de matar tots els altres monstres i envia a Strange a la seva aparent mort en una tardor, tot i que sospita que el científic boig ha sobreviscut. A Detective Comics # 46 (desembre de 1940), Strange comença a escampar una pols que indueix la por per la ciutat fins que un cop de puny de Batman li envia de nou caient a la seva aparent mort.
Va tornar anys més tard als anys setanta a l'arc d'històries “Strange Apparitions” a Detective Comics # 469-479 (maig de 1977 a setembre–octubre de 1978). Després d'haver sobreviscut a la seva anterior "mort" (com això no va ser explicat mai), Strange va abandonar Gotham City i va anar a Europa durant diversos anys, on la seva carrera criminal va tenir èxit. Strange, buscant un repte i amb ganes d'enfonsar l'enginy contra Batman, Strange, que ara utilitza l'àlies del doctor Todhunter, està dirigint un hospital privat anomenat Graytowers Clinic per als ciutadans més rics de Gotham, on els conserva per rescats i els converteix en monstres. Quan Bruce Wayne va anar a l'hospital per recuperar-se discretament de les cremades per radiació que va patir mentre lluitava amb el Doctor Phosphorus, Strange descobreix que Wayne és Batman i procedeix a causar estralls en la seva vida personal. Aleshores, estrany intenta posar a subhasta la identitat de Batman al president del Consell de Gotham de l'Ajuntament de Gotham, Rupert Thorne, el Pingüí, i el Joker . Thorne ha segrestat i colpejat a Strange pels seus homes per revelar la identitat de Batman, però aparentment, Strange mor abans que li pugui dir. El fantasma de Strange torna a assaltar Thorne, fent que el president del consell s'enfadés. Thorne confessa la seva llarga carrera de corrupció i s'envia a l'Asil Arkham.
El fantasma de Strange torna a assaltar Thorne a Detective Comics # 513 (abril de 1982), # 516 (juliol de 1982), # 518 (setembre de 1982), i # 520 (novembre de 1982) i Batman (vol. 1) # 354 (desembre de 1982 ), donant lloc a l'aparició del veritable Hugo Strange al darrer quadre de l'última pàgina del cinquè número esmentat aquí. Tal com es va revelar dos números més endavant a Batman (vol. 1) # 356 (febrer de 1983), de fet, Strange havia sobreviscut a la pallissa dels homes de Thorne utilitzant tècniques de ioga per retardar el batec cardíac fins a un nivell indetectable. També es revela que Strange va crear artificialment el "fantasma" que assaltava Thorne utilitzant dispositius situats estratègicament que simulaven les aparences del "fantasma", que el van portar a confessar a les autoritats. Al seu retorn, Strange va tornar a utilitzar els dispositius per tornar el "fantasma" per tal de venjar-se de Thorne. Posteriorment, Strange intenta debilitar Bruce Wayne mitjançant l'ús de drogues i robots anomenats Mandroids, amb l'objectiu final d'usurpar el mantell de Batman. El pla falla i, aparentment, Strange mor de nou quan intenta matar Batman, fent volar una rèplica de Wayne Manor amb ell mateix, afirmant que si no pot ser Batman, ningú no pot. Batman sobreviu a l'explosió.
Més tard, Strange torna a tornar (el Hugo Strange que "va morir" en l'explosió es va revelar que no era més que un Mandroid per part del real) a Batman Annual # 10 (1986), en un altre intent de destruir Batman i Bruce Wayne, aquesta vegada intentant fer fallida financera a Wayne mitjançant diversos trucs per obligar a tres accionistes de Wayne Enterprise a vendre-li les seves accions, permetent-li fer fallida a Wayne. També intenta enquadrar a Batman com a criminal. Tanmateix, Strange és derrotat i enviat a la presó. Batman posa en dubte les deduccions de la seva identitat per part de Strange al·legant que va hipnotitzar a Strange per fer-li una falsa idea de la veritable identitat de Batman just abans del comissari Gordon es presentés a l'arrest, deixant a Strange dubtar de la seva pròpia ment mentre es pregunta si Batman està intentant un doble trencall fent-li pensar que Bruce Wayne és Batman.

#### Earth-Two
La versió Earth-Two de Strange té una història primerenca similar a la versió Earth-One i també sobreviu a la caiguda que va experimentar en Detective Comics #46. A The Brave and the Bold # 182 (gener de 1982), es revela que es troba paralitzat per la caiguda, però, després d'anys de teràpia física, recupera el moviment suficient per escriure les tècniques quirúrgiques necessàries per reparar el dany al cos - i suborna a un cirurgià per realitzar l'operació. El cirurgià no té l'habilitat de Strange i l'operació deixa a Strange deformat físicament (el cirurgià és assassinat pel seu fracàs). Strange utilitza un dels seus dispositius per capturar el Cosmic Rod de Starman i utilitza el seu poder per atacar a tot el món i tot allò que Batman vol estimar. Genera una tempesta a Gotham per obtenir el dispositiu, que crea una porta dimensional a Earth-One, portant Batman d'aquest univers a Earth-Two, cosa que permet que Robin i Earth-Two s'uneixin amb Batwoman de Earth-Two en derrotar Strange. Strange s'adona que està, de fet, enfadat per la seva pròpia vida i el seu cos deformat, de manera que utilitza la vareta còsmica per suïcidar-se.

### Post-Crisis
En la continuïtat de la Post-Crisis, Strange va ser reintroduït en la història de la "Prey", mentre que un psiquiatre es va allistar per ajudar a un grup de tasques policials a capturar Batman. Tot i que brillant en el seu treball, Strange es mostra igual de desequilibrat: està tan obsessionat amb Batman, que es triga a vestir-se com Batman en privat, convençut que entén la foscor que condueix Batman, quan realment subestima constantment la força de Batman.
Segons el comissari Gordon, Strange va ser "abandonat quan era un nen, va créixer a les llars estatals. Un noi brillant, però aparentment tenia una mica de temperament. Ningú sap com va ingressar a la universitat i de l'escola de medicina". Va ser criat en un orfenat a la part inferior del costat est de Gotham, no gaire lluny de l'infame "Crime Alley", al cor d'una part de Gotham coneguda com "Hell's Crucible". Strange es va convertir en professor de psiquiatria a la Universitat Estatal de Gotham, però va suspendre el seu mandat a causa de les seves teories d'enginyeria genètica cada cop més bizarres. En algun moment, se li acosta un home indi anomenat Sanjay, que busca l'ajuda de Strange per guarir el seu germà malalt. Strange accepta ajudar-lo, i Sanjay treballa lleialment al seu costat des d'aquest moment. Préstec de diners del gàngster Sal Maroni, que es troba a l'empara de la delinqüent criminal de Gotham Carmine Falcone, Strange posa en marxa un laboratori. Després suborna a un ordenat corrupte per donar-li presos incurablement insensats a l'Archam Asylum, que han estat institucionalitzats durant tant de temps que no se'ls perdrà.
Els experiments d'Strange tenen resultats literalment monstruosos, amb els seus subjectes de prova convertint-se en "Monstres" gegantins, sense sentit, amb força sobrehumana i instints caníbals. Strange utilitza aquests Monster Men per recaptar els diners que necessita per pagar les seves connexions amb la màfia. Batman s'implica després de descobrir algunes de les restes horripilants de l'escampada caníbal dels homes del monstre. Quan Strange allibera les seves creacions en un joc de pòquer il·legal, ajudant-se a guanyar els diners de les víctimes després de la matança, les seves connexions amb la màfia comencen a ser sospitoses. Batman rastreja a Strange, però és capturat per Sanjay i llançat als Monster Men com a menjar previst. Batman no només reté les criatures, sinó que les utilitza en part d'una fugida inventiva. Strange està captivat per Batman, creient que ha trobat un home genèticament perfecte. Crea un últim Monster Man utilitzant una gota de sang de Batman i, tot i que la seva creació encara té molts dels defectes dels seus "germans", li manquen la majoria de les desfiguracions grotesques que havien afectat les creacions anteriors de Strange. Strange es veu obligat a destruir el seu laboratori per evitar la captura. Poc després, deixa anar els Monster Men, inclòs el germà de Sanjay (que també havia estat mutat en un intent fallit de curar-lo), a la finca de Falcone, on s'allotgen les connexions de Strange amb la màfia. Strange vol començar de nou i s'adona que la màfia encara és un enllaç als seus experiments. En la batalla que segueix, tots els Monster Men moren, juntament amb Sanjay (que estava intentant venjar el seu germà). Strange s'escapa enmig del caos i aconsegueix erradicar tots els vincles entre ell i els seus experiments. Confiat que no es pot relacionar amb ells, comença a aparèixer a la televisió com a expert psicològic sobre Batman.
És possible que els esdeveniments de la història de la "presa" Doug Moench i Paul Gulacy té lloc en aquest moment. En part a causa de l'aparició d'Hugo Strange a la televisió com a expert psicològic, el capità Gordon té l'ordre de reunir un grup de treball per capturar Batman (amb Strange treballant com a consultor per tal de deduir la identitat secreta de Batman). A mesura que avança la investigació del grup de treball, Strange creix cada cop més maníaca en la seva obsessió per Batman, fins a arribar a manifestar el desig de convertir-se en Batman i de vestir-se amb una rèplica batuta. Amb aquesta finalitat, Strange intenta matar el croat encapçalat i reemplaçar-lo definitivament. Tot i això, Strange subestima repetidament el nivell de condicionament físic que es necessita per ser Batman (per exemple, teoritzar incorrectament que Batman va ser conduït a l'activitat per una tragèdia personal patida en els últims cinc anys, mentre que Gordon ja sap que seria necessària una vida de formació). Estrany també diagnostica Batman amb diversos trastorns de la personalitat, com explicar l'ús d'un vestit de Batman com a simptomàtic del trastorn de personalitat múltiple, mentre que Gordon explica amb més precisió l'objectiu previst del Batvestit com "espantar els pantalons dels delinqüents". Strange finalment conclou que Bruce Wayne és molt probable Batman, renta el cervell al comandant del grup de treball per convertir-se en un vigilant letal (com a part d'una trama per convertir el sentiment públic contra Batman) i segresta la filla de l'alcalde mentre es vesteix com el Cavaller Fosc. Malgrat l'intent de Strange de "trencar" psicològicament a Batman creant enregistraments i maniquins de Thomas i Martha Wayne culpant Bruce per les seves morts, que va instal·lar a la Mansió Wayne, Bruce és capaç de recollir-se i concentrar-se en el Batcave. L'endemà, s'enfronta a Strange i truca a Strange per dubtar de la seva pròpia hipòtesi sobre la identitat secreta de Batman, afirmant que els seus pares viuen al Paraguai i que no té ni idea de què parla Strange quan parla de maniquins. Estrany és al final exposat, però el grup de trets el disparen dues vegades quan intenta escapar vestit amb la seva rèplica batuta, i cau en un riu. Es considera que Hugo Strange és mort.
Amb la història "Terror" de Doug Moench, Strange torna misteriosament. Decideix treballar amb un altre dels enemics de Batman, l'Espantaocells, i l'utilitza com a eina per ajudar-lo a capturar Batman, alhora que cau en un altre estat delirant, mentre es troba en una "relació" amb un maniquí femení vestit amb el capell de Batman, reflectint la seva doble admiració i desconcert de Batman. L'Espantaocells es gira Estrany quan la teràpia de Strange es demostra prou eficaç per convertir l'Espantaocells contra el seu “benefactor”, fent que Estrany caigui a la bodega de la seva mansió, on el psiquiatre retorçat s'imposa en una paleta que l'Espantaocells havia deixat a la bodega. abans. L'Espantaocells després utilitza la mansió de Strange com a trampa per a Batman, però el seu intent d'utilitzar el pla de Strange fracassa quan només s'assabenta del pla de Strange d'utilitzar Crime Alley com a escenari d'una trampa mentre desconeix els motius pels quals aquest carreró és tan important per a Batman, amb la seva "trampa" que consisteix simplement a atraure Batman al carreró i decapitar a un antic company de classe de Crane davant de Batman. Amb l'ajuda de Catwoman, Batman localitza l'amagat de l'Espantaocells i atrapa a l'Espantaocells a la bodega amb el cos de Strange abans que la casa sigui destruïda en un incendi, però perd clar la vista de Strange, encara que no és clar si Strange havia sobreviscut a la caiguda al penell. va afirmar que atraia rates a si mateix amb la seva suor perquè pogués menjar-les, o si els espantaocells i Batman al·lucinaven de l'exposició al nou gas de por de Crane, tot i que Batman conclou que l'explosió posterior de la casa definitivament ha assassinat Strange.
Dark Moon Rising: Batman and the Monster Men, "Prey" i "Terror tenen lloc durant els primers anys de Batman. En la línia de temps moderna, Strange torna en un argument de quatre parts anomenat "Transferència". Apareix inicialment en el seu propi Batvestit, captura Catwoman amb l'ajuda de Dora, una antiga pacient que els seus problemes d'identitat han estat "centrats" per Strange, de manera que ella actuarà com a Catwoman, encara que manegant una pistola, i intenta interrogar-la sobre l'estat actual de Batman, Strange desdenya l'existència dels nous aliats de Batman proclamant-los que eren "paràsits", ja que no pot acceptar que Batman compartís el seu "poder". A continuació, se li presenta posant com a psiquiatre fent avaluacions d'estrès estàndard a Wayne Enterprises. Mentre que Bruce Wayne es troba amb el coach, Strange el droga amb un potent al·lucinogen per fer que Wayne admeti que és Batman. Wayne és capaç d'escapar-se utilitzant un líquid de neteja de l'armari d'emmagatzematge de l'oficina per iniciar un incendi, es vesteix com Batman per falsificar la mort del Cavaller Fosc quan el Batmòbil esclata al mateix temps que aterra, i provoca un suggeriment post-hipnòtic, obligant-se a si mateix a reprimir completament l'aspecte Batman de la seva ment fins que Robin i Nightwing puguin derrotar a Strange. Davant de Nightwing i Robin, que neguen que Wayne sigui Batman i que Wayne sigui la evident manca de reflexos de combat, Strange es preocupa que la seva teoria que Bruce Wayne sigui Batman hagi estat rebutjada i que en realitat pugui matar Batman. Davant d'aquesta situació conflictiva, Strange té una malaltia mental i ingressa voluntàriament a l'Arkham Asylum.
Després d'això, Strange reapareix com a cap d'una banda de supervisors que intentava controlar el East Side de Gotham, llavors controlat per Catwoman. Catwoman s'uneix a la colla de Strange, i permet als seus membres "esbrinar" que té la intenció de trair-los, esvaint la seva mort quan intenten eliminar-la. Tot i que derrota i empresona la major part de la colla, i fins i tot convenç a Strange de deixar el East Side sol, Strange encara la burla assenyalant que havia falsat la seva pròpia mort molt més sovint del que ella.
A Batman (vol. 1) # 665, Batman diu a Tim Drake que un home enorme vestit com una combinació de Bane i Batman l'havia apallissat i ell sospita que l'imposta havia utilitzat el "sèrum monstre d'Hugo Strange i els trets diaris de Venom" per obtenir-ne. la seva mida i força.
A l'arc de la història Gotham Underground, Strange s'associa a altres supervil·lins com Mad Hatter, Doctor Death i Two-Face. Strange i els altres són envoltats per la Suicide Squad.
Strange participa a la minisèrie Salvation Run. Es troba entre els supervil·lins empresonats en un altre planeta.
Strange també apareix a The Batman Adventures, que està ambientat al DC Animated Universe. Els números # 35-36 del còmic li proporcionen un fons tràgic: va assistir a l'assassinat del seu fill David pel cap de la màfia, Rupert Thorne i va quedar tan superat amb el dolor que va intentar esborrar la memòria amb la seva tecnologia de control de la ment. Tanmateix, el pla no es va produir; després de l'experiment, no va poder recordar res més que la mort del seu fill. Després que Batman li impedeixi matar Thorne, Strange és empresonat a l'Asil Arkham.

### The New 52
The New 52 (un reinici del 2011 de l'univers DC Comics) presenta per primera vegada el lector al fill de Hugo Strange, Eli Strange. Eli es veu per primera vegada jugant a un joc de pòquer amb la màfia russa, apostant per un braçalet valuós, guanyant casa gran i netejant. Abans que pugui marxar amb els seus guanys, el mafiós l'obliga a tocar una altra mà, en què descobreix que la màniga d'Eli està carregada de cartes. Abans que pugui donar l'ordre de matar-lo, els matons del mafiós s'adonen que li havien robat la polsera (Eli era una rèplica falsa). Catwoman pica al sostre i treu a tot el grup de delinqüents. Agraeix a Eli per ser la seva distracció (els dos han estat treballant junts tot el temps) i li diu que vagi a casa amb el seu pare, que es veu per última vegada.
Més tard, Strange utilitza Eli per supervisar una operació per dosificar Gotham amb gas de por. L'Espantaocells porta Batman a creure que un nen petit d'una imatge seria perjudicat a menys que s'aturi. Arribant a l'escena, Batman s'adona que el petit era en realitat Eli. Ell aconsegueix evitar el desastre i Eli és arrestat.
Durant la història de Forever Evil, Hugo Strange es troba entre els supervisors contractats pel sindicat del crim per unir-se a la Societat Secreta de Súper Vilans.

### DC Rebirth
Hugo Strange apareix a DC Rebirth durant el crossover Night of the Monster Men. Tot i que aparentment ara desconeix la identitat de Batman, ara està decidit a demostrar la seva superioritat en atacar Gotham amb un grup de "Monstres Homes" creats a partir de cadàvers d'antics pacients com a representacions del que estrany percep com els majors defectes de Batman: el seu ego, la pena, la seva manipulació, la naturalesa, la infància i la por bàsica, provocant finalment Batman en un enfrontament a la seu central de l'oficina de Strange. Estrany porta el que denomina "vestit suïcidi" -una rèplica gairebé del batxot sense el capell i la capota que s'arregla per detonar si el seu portador està sotmès a algun atac físic-, al suposar que Batman no tindrà més remei que lliurar-se. el cowl ell com el "veritable" Batman. Clayface cobreix el àtic en un segell hermètic abans de l'enfrontament. Resulta amb una delirant Estranya perdent la consciència mentre Batman segueix en peu, Nightwing pensant que Strange no va adonar-se que els defectes de Batman eren en realitat la seva motivació en protegir Gotham.

## Altres versions

### Batman '66
A l' univers Batman '66, Hugo Strange és inicialment un psiquiatre de l'Institut Arkham, fins que es va revelar com a vilà a Batman '66 Meets the Man from U.N.C.L.E..

### DC Bombshells
A l' univers DC Bombshells, Hugo Strange és un eugenèsic que intenta millorar el conjunt de gens. Destaca el que considera impur.
Strange es va aliar amb el Pingüí i Harvey Dent seguint el pla de Killer Frost per crear una raça de superhumans. Amb Harvey Dent al capdavant de Gotham City, Strange hauria tingut accés a tots els gens de Gothamites i controlaria les generacions properes. Quan les Batgirls van intenten detenir el Pingüí i els seus aliats, Hugo Strange utilitza el seu canó modificat per obligar les Batgirls a combatre's. Tanmateix, Dent va trair al Penguin i a ell en favor de les Batgirls. Strange fuigr en resposta, prometent trobar altres científics que compartissin el seu somni. Strange troba nous aliats dins dels soviètics. Financen les seves investigacions i va crear diversos clons utilitzant l'ADN de Supergirl, dels quals dos d'ells són Power Girl, que es va convertir en l'arma secreta de la URSS,i Superman , a qui considerava un fracàs.
Un any després, Strange va capturar Supergirl i Steve Trevor . Amb Supergirl com a cobai, Strange pretén crear un exèrcit perfecte per purgar el món. Durant les proves, Supergirl pot convertir Power Girl contra Strange i el Reaper i Lois Lane, que havien trobat el laboratori gràcies a Killer Frost, van explotar el sistema de seguretat del laboratori. Strange va intentar aturar el segador, Lois Lane, Steve Trevor, Power Girl i Supergirl amb els seus clons restants. Tot i això, van poder abandonar el lloc sense baralla, portant a Superman amb ells.

## En altres mitjans

### Televisió

#### Acció en viu
El professor Hugo Strange debutà en acció en directe a la segona temporada de Gotham, interpretat per BD Wong. És representat com el boig Cap de psiquiatria a l'Arkham Asylum i supervisor de Indian Hill, una divisió secreta de Wayne Enterprises que realitza experiments inhumans amb persones sobrehumanes. En aquesta continuïtat, Strange té un gran efecte en diversos vilans de la galeria Batman Rogue: sotmetre a Oswald Cobblepot a experiments que alteren la ment per convertir-lo en membre de la societat; i transforma Victor Fries i Bridgit Pike en Mr. Freeze i Firefly, respectivament. El seu projecte número un és ressucitar els morts; començant per Theo Galavan, a qui reinventa com a guerrer Azrael. També es revela que era amic i col·lega del pare de Bruce Wayne, Thomas, que va tenir un paper en els assassinats de Wayne i que els seus experiments de resurrecció són finançats per un misteriós consell.. Però les accions d'un peix Mooney ressuscitat condueixen a l'arrest de Strange, mentre que els diversos exemplars de la seva cura són alliberats a Gotham. A la temporada 3, Fish Mooney el fa sortir de la cel·la de la presó per trobar una cura per al seu estat. El Pingüí els fa cantonar al bosc, però decideix deixar-los escapar, i Fish and Strange marxen de Gotham. Abans de marxar, el Penguin els diu a tots dos que no tornin mai a la ciutat de Gotham. A l'episodi "Herois Rise: Light the Wick", Hugo Strange és portat de nou a Gotham City per Kathryn Monroe de la Cort dels Mussols per extreure la sang verinosa d'Alice Tetch de Nathaniel Barnes i l'arma. Va provar la sang armada a un home que va obtenir el Tribunal dels Mussols. James Gordon i Harvey Bullock van trobar més tard el laboratori secret on treballava. Després de tranquil·litzar l'assumpte del test, Hugo Strange els va fer la investigació sobre la sang armada i una mostra que va guardar en secret del Tribunal dels Mussols, a canvi que no l'aturessin i van fer que el Tribunal dels Mussols continués amb els seus plans. d'hora. A "Un cavaller fosc: la terra de cap home", Hugo Strange ajuda a restaurar Solomon Grundy a Butch Gilzean. Quan els cossos de Riddler i Leslie Thompkins li porten el Pingüí S homes, Strange comença a treballar-hi. A la cinquena temporada, Hugo Strange la va fer servir Nyssa al Ghul (sota l'àlies de Theresa Walker) i Delta Force per utilitzar xips de control mental a Riddler i Leslie Thompkins, mentre tornaven a fer experiments laterals amb els morts. Després que Gordon fregís les fitxes al cap de Riddler i Leslie, Strange va fer un experiment supervisat per Nyssa que va convertir Eduardo Dorrance en Bane.

#### Animació
- Hugo Strange apareix a DC Animated Universe:
  - Hugo Strange s'introdueix a Batman: The Animated Series, doblat per Ray Buktenica. Aquesta versió és un psiquiatre que gestiona un hospital de descans que fa servir per fer xantatge a l'elit de Gotham City amb secrets mitjançant una màquina que llegeix les ments. A l'episodi "El estrany secret de Bruce Wayne", Bruce Wayne va a l'hospital i se sotmet al "tractament", que permet a Strange descobrir la doble vida de Bruce com Batman. A continuació, subhasta aquesta informació a un trio dels màxims caps del crim de Gotham: el Joker, el Pingüí i Two-Face . Després que els pobles simplement agrupin els seus diners i paguen a Strange en lloc de competir, Batman aconsegueix canviar el vídeo amb la identitat del Dark Knight amb un fabricat que mostra a Strange que es jacta del seu pla per estafar els vilans donant-los una identitat falsa per a Batman. En un intent de salvar-se a ell mateix, Strange diu que Batman és Wayne i que el increïble trio tracta de matar-lo llançant-lo fora d'un avió. Tot i això, Batman el salva a l'últim minut i va fer que Dick Grayson (disfressat de Bruce Wayne) es presentés al lloc del crim per desacreditar les afirmacions de Strange de conèixer la identitat secreta de Batman. Aleshores, es produeix una custòdia policial.
  - Hugo Strange es presenta en una aparició de cameos sense veu a Justice League Unlimited. A l'episodi "The Sanction Doomsday", ara és membre del Projecte Cadmus assegut a una taula de la seu de Cadmus sense línies. És possible que Strange és qui proporciona a Amanda Waller la identitat real de Batman. El productor/escriptor Dwayne McDuffie va confirmar que l'aparició del personatge estava destinada a l'episodi “Autoritat de preguntes” durant una escena de tortures per treure informació de la ment de Question. Però a causa de la producció de The Batman, Warner Brothers va retenir la majoria de personatges Batman i Strange és substituït en Cadmus per Doctor Moon.
- Hugo Strange apareix en The Batman amb la veu de Frank Gorshin i més tard per Richard Green. En aquesta sèrie, és el psicòleg principal de l'Archham Asylum. Strange apareix breument a l'episodi "Meltdown" i com a personatge principal a l'episodi "Strange Minds". Strange es mostra que està molt més fascinat pels delinqüents de l'Arkham Asylum i com funcionen les seves ments que no pas trobar una cura per a la seva bogeria, en més d'una ocasió provocant-los que causin més destrosses. En aquesta interpretació, és un mestre químic i programador i un expert en robòtica. A l'episodi "Fistful of Felt", Strange cura el Ventriloquist del seu trastorn de personalitat múltiple, només per convertir-lo de nou en criminal. Malgrat la seva insistència en què es tractés simplement d'una prova per veure si està curat realment, Batman adverteix a Strange que el vetllarà. En l'episodi "Gotham's Ultimate Criminal Mastermind", en realitat, va dissenyar un vilà robotitzat anomenat DAVE per caçar a Batman. Ell treu una pistola a Batman, segellant la seva reputació de vilà. Actualment és empresonat a Arkham, després de ser irònicament batejat pels seus antics companys. En l'episodi "Un estrany món", Strange (des de la seva cel·la d'Arkham) infecta a Batman i Robin amb una toxina, afirmant que és un antídot. Sota la influència de la droga, el Dynamo Duo al·lucina que els persegueixen zombies. Hugo afirma que ha distribuït un producte químic per tota la ciutat, convertint a tothom en zombies que obeeixen els seus ordres. Més tard, es va revelar que és una mentida, provocada per enganyar a Batman a difondre el producte químic. Robin és guarit a la meitat de l'episodi. Batman s'adona de la veritat en l'últim moment i permet a Batgirl per curar-lo. Fins i tot més tard en la mateixa temporada, Strange apareix com un dels molts supervil·lans que són ostentats pel vigilant Rumor. Quan Rumor es trasllada a la màquina que faria servir per executar tots els delinqüents alhora, Strange li pregunta sobre la seva motivació. Rumor respon que vol matar-los a tots en represàlia per un atac del Joker que va atabalar el seu cap. Un estrany riu i li diu que el sistema és motivat per la seva culpabilitat per la seva falta de protecció al seu cap, més que per un sentiment d'altruisme o desig de protegir a Gotham dels vilans capturats. Més tard, Strange apareix al final de la sèrie "Lost Heroes", treballant amb els Junts, ajudant-los a capturar la Justice League i extreure els seus poders a canvi d'un coneixement final de l'univers. Quan el treball de Strange va ser complet, la Reunió va mantenir la seva promesa, però la quantitat massiva d'informació (que es va subministrar directament al seu cervell) va sobrecarregar la seva còrtex cerebral, deixant-lo catatònic.
- Hugo Strange apareix a l'episodi Batman: The Brave and the Bold "Els cavallers de demà!". Strange apareix amb els seus Monster Men i és derrotat per Batman i Catwoman. Aquest episodi formava part d'una història que Alfred Pennyworth estava escrivint.
- Hugo Strange apareix a la sèrie Young Justice, doblat per Adrian Pasdar. Presentat a l'episodi "Terrors", Hugo és el psiquiatre de Belle Reve que treballa sota la guarda Amanda Waller. Durant els intents de ruptura de Icicle I, Strange i Waller són tancats en una cel·la pels interns escapçats. Després de la fallida per Superboy i Miss Martian, tots els presos (sense el Riddler) són arrodonits i retornats a les seves cel·les. Estrany després s'acaba convertint en el nou guardià de la presó. En els moments de tancament de l'episodi, es revela que havia estat treballant amb Icicle I tot el temps com a part d'una trama per prendre el control de la presó en nom de la Llum (Consell d'administració del (Project Cadmus).[33] A l'episodi "La humanitat", Strange és vist veient una vigilància de l'equip d'interrogar Professor Ivo on és troba l'amagatall de T. O. Morrow. Hugo fins i tot permet a Ivo que enviï una transmissió a Morrow ( en aquell moment superat pel Red Volcano) advertint-li que el jove justícia es dirigia. A l'episodi "Coldhearted", Batman i Flash visiten Strange a Belle Reve on afirmen que sospitaven que Captain Cold, Icicle I, Icicle II, Killer Frost i Mr. Freeze trobaven darrere de les fortaleses de gel voladores que enterraven els Estats Units a l'hivern. Estrany mostra a Batman i Flash algunes imatges de seguretat que afirmen que els cinc bandits de gel mai no han deixat les seves cel·les. A partir de l'episodi "Sospitosos habituals", el JLA el seu paper a ajudar els presos a escapar i no se'l torna a veure, és a dir, està en la marxa o ha estat capturat en el descans de cinc anys entre una i dues temporades.
- Hugo Strange apareix en un curtmetratge d'animació creat per Bruce Timm en honor del 75è aniversari de Batman titulat Batman: Strange Days, realitzat per Brian George. Strange té un dels seus Homes Monstres segresta una dona per utilitzar la seva sang per fer un experiment, però Batman dispara gasos lacrimògens sobre ells. Strange es queda com a ostatge a la dona, però Strange cau d'un penya-segat quan retrocedeix de Batman fins a un terreny inestable. La dona li pregunta si s'ha acabat, a la qual Batman respon “Per ara”, llançant ambigüitat sobre el destí de Strange.

### Cinema
- Hugo Strange apareix a The Lego Batman Movie. És un dels diversos vilans aliats amb el Joker.
- Hugo Strange apareix a Batman vs. Two-Face, que és la segona pel·lícula d'animació basada en la sèrie de televisió Batman dels anys 60, amb Jim Ward amb accent alemany. En aquesta pel·lícula, Strange és un metge penitenciari de l'estat de Gotham que utilitza un "malvat extractor" en criminals voluntaris Joker, Penguin, Riddler, Egghead, i Mr. Freeze,  seran purificats de la seva corrupció. En una demostració amb el seu ajudant Harleen Quinzel, el Dynamic Dou i els funcionaris de la ciutat, es trenca la tina de contenció exposant Harvey Dent a les energies, transformant-lo en Two-Face. Two-Face és segrestat i coaccionat per Strange després d'ajudar-lo a exposar a Gotham al mateix gas, fins i tot corrompre Robin. Strange és després arrestat després que Harvey Dent hagi conquistat la seva persona malvada.
- Hugo Strange apareix a Batman: Gotham by Gaslight, doblat per William Salyers. Apareix com a director de l'Asil Arkham. Estrany mostra una profunda fascinació pels conceptes de màscares i identitats alternatives, que l'atreu a Batman i a Jack the Ripper. S'acosta a Bruce Wayne al funeral de Sor Leslie i ofereix una visió de la identitat del Destripador, deixant entreveure la possibilitat que també hagi deduït la identitat de Bruce com a Batman. Més tard a la seva oficina a Arkham, Strange s'acosta a qui pensa que és Batman, però és en lloc de Jack the Ripper. Jack the Ripper després mata a Strange llançant-lo a una fossa plena de pacients de Arkham desordenats, permetent-li esquinçar-lo.

### Videojocs

#### Batman: Arkham
- El personatge bio d'Hugo Strange es pot desbloquejar a Batman: Arkham Asylum. Se li revela que havia estat una vegada psiquiatre a l'Archham Asylum.
- Hugo Strange apareix a Batman: Arkham City, doblat per Corey Burton. Segons Rocksteady Studios, aquesta és la primera vegada que Batman s'enfronta a ell en aquesta continuïtat.[34] El professor Hugo Strange, que té un passat ombrívol amb experiències controvertides amb el control del comportament, va rentar el cervell al Warden Quincy Sharp per convertir-se en el seu titella durant la seva etapa a l'asil. Després dels esdeveniments de l' Asil ArkhamStrange ha apostat clarament perquè l'alcalde obtingui una influència gairebé il·limitada sobre la ciutat. Aviat, Sharp va ser elegit i Strange va ordenar-li que proposés un projecte anomenat "Arkham City", una instal·lació de detenció de mida de la ciutat, on els criminals podien córrer desenfrenats. Una vegada que el projecte està autoritzat, Strange és nomenat director de la instal·lació. Es revela que també va rentar cervells i va manipular els contractistes ex-militars, coneguts com els TYGER Guards, perquè el servís mitjançant la tecnologia creada per la barretina de boig. Continua la seva recerca poc ètica, disposant a qualsevol que intenti descobrir la veritat, comprometent-los a Arkham City. El joc s'obre amb Estrany capturant a Bruce Wayne (a qui sap que és l'alter ego de Batman) i amb el llançament a Arkham City per morir. Durant una conversa entre tots dos, Estrany afirma que un codi d'operació anomenat "Protocol 10" marcarà el fracàs de Batman i el farà famós. Prop del final del joc, es demostra que el "Protocol 10" és l'extermini a l'engròs de la població criminal d'Arkham després que el seu interès professional per Strange hagi caducat. Ho aconsegueix deixant als interns "robar" TYGER armes i convencent a l'Ajuntament que els interns han pres el control d'Arkham City i que el "Protocol 10" era l'única manera d'aturar-los. Quan la seva força de seguretat privada massacra centenars de reclusos amb una vaga de míssils aire-a-superfície, Batman roba els codis de seguretat de Strange a un picador d'atacs i incompleix Wonder Tower, la seu de Strange. Trencant amb moltes proteccions TYGER, Batman arriba finalment a Strange i desactiva de manera forçosa l'operació. Quan Batman s'enfronta a ell, Strange és apunyalat a la part posterior, tant literalment com figurativament Ra's al Ghul, que es revela que és el benefactor i el veritable patró de l'operació de Strange. Mentre Batman discuteix amb Ra al Ghul sobre el seu pla, l'últim acte de Strange abans de sucumbir a les seves ferides és l'activació del Protocol 11 , una seqüència d'autodestrucció per a la seva torre de comandaments. Batman empeny al Ghul de Ra per la finestra deixant a Strange a dins mentre explota la torre. Més endavant es pot escoltar els internats parlant del sinistre pla de Strange i de com estan contents que ell estigui mort, un reclús fins i tot que destaca que Strange està "estès" per tota la ciutat d'Arkham.

#### Altres jocs
- Strange és un personatge característic i interpretable del minijoc "Villain Hunt" a la versió Nintendo DS de Lego Batman: The Video Game.
- Strange es troba entre molts altres personatges de DC inclosos en Scribblenauts Unmasked: A DC Comics Adventure.[35]
- Strange fa aparició al cameo a Injustice: Gods Among Us. Es presenta com a metge present a l'Arkham Asylum, observant la lluita i presumptament prenent notes.
- Hugo Strange apareix com un personatge jugable de Lego DC Super-Villains, doblat per Corey Burton, que representa el seu paper de Batman: Arkham City.